# Northrail
Die Northrail GmbH ist ein Lokomotivvermieter mit Hauptsitz in Hamburg. Das Unternehmen vermietet Diesel-, Hybrid- und Elektrolokomotiven an Eisenbahnverkehrsunternehmen, die in Deutschland, Belgien, Dänemark, Frankreich, Norwegen, Österreich, Polen, Schweden oder den Niederlanden tätig sind.

## Geschichte

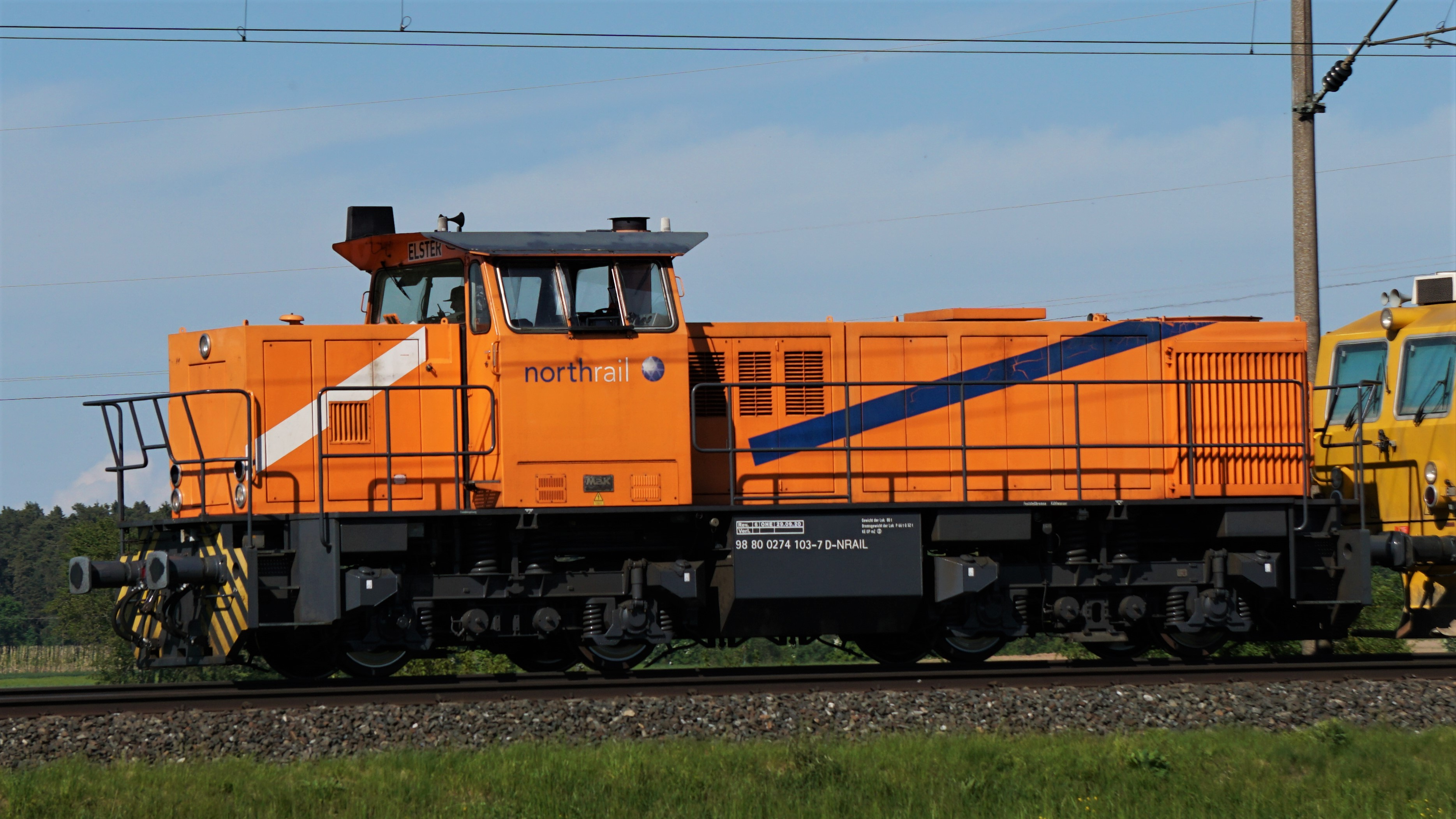
Northrail 274 103 mit einem Bauzug kurz hinter Gunzenhausen auf dem Weg Richtung Ansbach

Die Northrail GmbH wurde 2008 gegründet und war damals ein Gemeinschaftsunternehmen der Paribus-Gruppe (74 %) und der Seehafen Kiel GmbH & Co. KG (26 %). Im Mai 2024 übernahm RIVE Private Investment, eine Investmentgesellschaft, die sich auf Transportmittel und die Energiewende spezialisiert hat, die Mehrheitsbeteiligung an Northrail. RIVE hat über seinen RIVE Transportation Assets Income Fund (RTAIF) 100 % der Northrail-Anteile erworben, die zuvor von der Paribus-Gruppe gehalten wurden. RTAIF besitzt nun 91,75 % der Anteile an Northrail. Die verbleibenden 8,25 % befinden sich (indirekt) im Besitz des CEO von Northrail, Volker Simmering, der bereits vor der Transaktion Minderheitsaktionär des Unternehmens war.
Northrail verwaltet rund 430 Fahrzeugen für den Güter- und Personenverkehr in Europa, davon rund 250 Lokomotiven sowie rund 180 Triebzüge und Reisezugwagen.

## Lokomotivpark

### Lokomotiven zur Vermietung
Das Unternehmen verfügt über verschiedene Elektro-, Hybrid und Diesellokomotiven im Portfolio und vermietet unter anderem folgende Baureihen: Vectron, Vectron Dual Mode, Smartron, Traxx 3 MS, Modula-EBB, DE 18, G 1206 und Gravita 10.

### Elektrolokomotiven

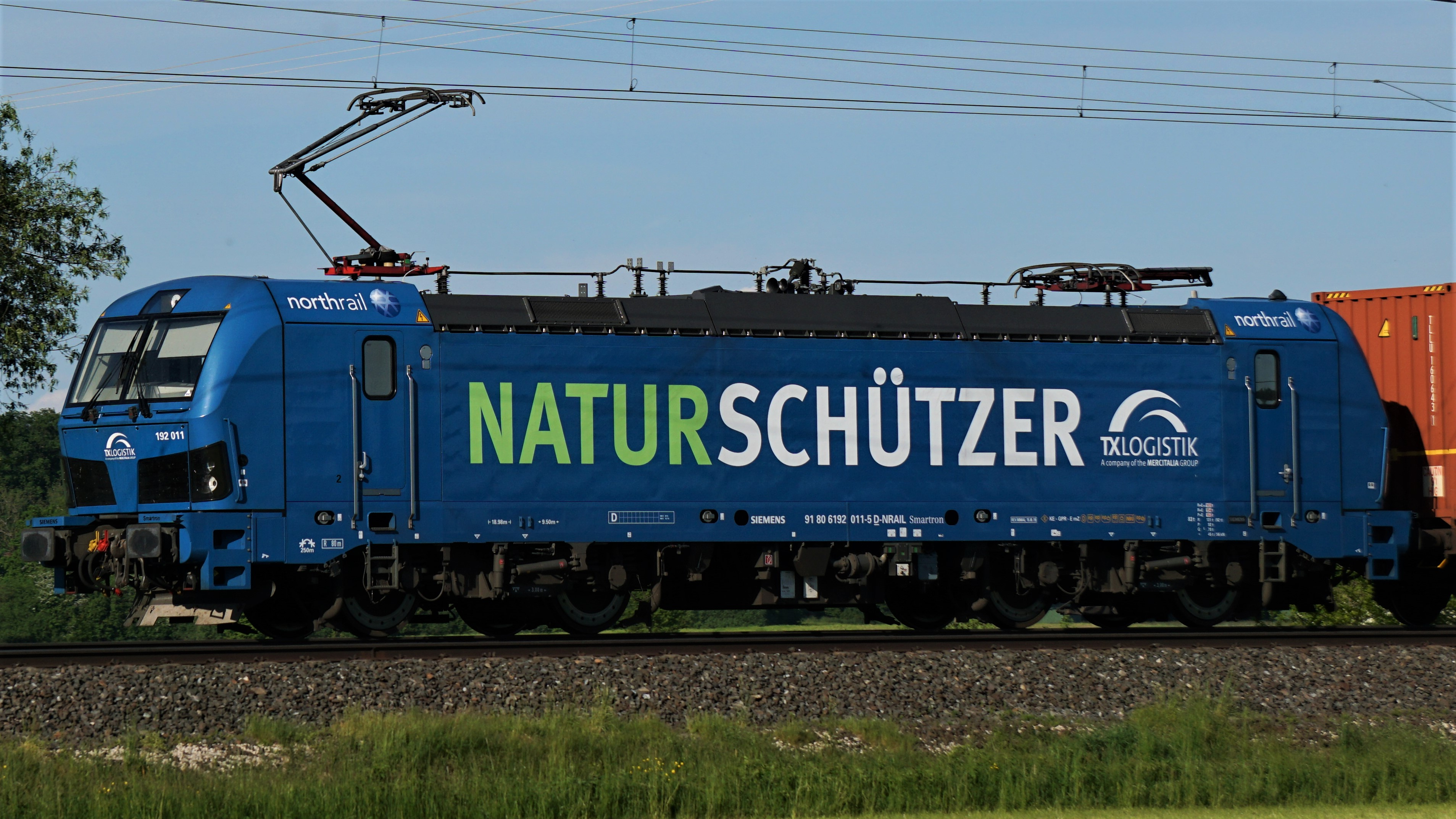
Northrail/TX Logistik 192 011 „Naturschützer“

Die Northrail vermietet nachfolgende Elektrolok-Typen:
- Einsystemlokomotiven Siemens Vectron (AC), die Zulassungen für Deutschland und Österreich besitzen
- 30 Einsystemlokomotiven Siemens Smartron mit Zulassung für Deutschland[8]
- 15 Mehrsystemlokomotiven Alstom Traxx Universal 3 MS mit Zulassung in Deutschland, Frankreich, Belgien, Luxemburg, Österreich und Polen.[9]

Kunden sind unter anderem TX Logistik und RTB Cargo.